# Лоха (Вологодская область)
Лоха — село в Никольском районе Вологодской области.
Входит в состав Байдаровского сельского поселения, с точки зрения административно-территориального деления — в Байдаровский сельсовет.
Расстояние по автодороге до районного центра Никольска — 22 км, до центра муниципального образования Байдарово — 2 км.
По переписи 2002 года население — 2 человека.